# Клименко, Кондрат Гаврилович
Кондра́т Гаври́лович Климе́нко (1913-1945) — майор Рабоче-крестьянской Красной Армии, участник Великой Отечественной войны, Герой Советского Союза (1945).

## Биография
Кондрат Клименко родился 25 октября 1913 года в селе Шура-Копиевская (ныне — Тульчинский район Винницкой области Украины). После окончания двух курсов Тульчинского педагогического техникума работал учителем, затем стал председателем сельского совета. В 1934 году Клименко был призван на службу в Рабоче-крестьянскую Красную Армию. В 1938 году он окончил курсы младших лейтенантов, в 1942 году — штабные курсы. С июня 1941 года — на фронтах Великой Отечественной войны. К январю 1945 года гвардии майор Кондрат Клименко был заместителем командира 54-го гвардейского кавалерийского полка 14-й гвардейской кавалерийской дивизии 7-го гвардейского кавалерийского корпуса 1-го Белорусского фронта. Отличился во время форсирования Одера.
29 января 1945 года Клименко возглавил передовой отряд дивизии и переправился вместе с ним через Одер, после чего прорвал две линии немецкой обороны. Во время дальнейшего продвижения отряд разгромил два эшелона и группировку противника численностью около 200 солдат и офицеров на станции Альткессель (ныне — Стары-Киселин в 6 километрах от города Зелёна-Гура).
Указом Президиума Верховного Совета СССР от 27 февраля 1945 года гвардии майор Кондрат Клименко был удостоен высокого звания Героя Советского Союза.
10 марта 1945 года Клименко погиб в бою. Похоронен в польском городе Грыфице.
Перезахоронен на мемориал в г.Камень Поморский,ул. Щецинска.В списке под № 111, Могила 9.
```
https://www.obd-memorial.ru/html/info.htm?id=86102487
```

Был также награждён орденом Ленина, двумя орденами Красного Знамени, орденом Кутузова 3-й степени, медалью.
В честь Клименко названа улица и установлен памятник в Шуре-Копиевской.